# Quận Plumas, California
Quận Plumas là một quận trong tiểu bang California, Hoa Kỳ. Quận lỵ đóng tại thành phố Quincy2. Theo Cục điều tra dân số Hoa Kỳ, dân số năm 2010 của quận này là 20.007 người 2, giảm so với 20.824 người theo điều tra dân số năm 2000.